# Pseudosimnia vanhyningi
Pseudosimnia vanhyningi là một loài ốc biển, là động vật thân mềm chân bụng sống ở biển thuộc họ Ovulidae.

## Miêu tả
Chiều dài tối đa của vỏ ốc được ghi nhận là 15.4 mm.

## Môi trường sống
Độ sâu tối thiểu được ghi nhận là 46 m. Độ sâu tối đa được ghi nhận là 183 m.